# 偷天換日 (小說)
《偷天換日》，是香港作家倪匡所創作的科幻小說，絕美無比的土匪頭子賽觀音接到一項照顧一群身分特殊、尊貴不凡的嬰兒的秘密任務。不料，一場駭人的山洪爆發，意外地捲走了這二百零三名嬰兒的生命！眼看這個曾經佔山為王、叱吒風雲的女土匪頭子就要為這場意外付出生命的代價……
然而，多年以後現在卻有人提出證據，證明這些原本早該死於非命的嬰兒如今不僅已經長大成人，其中一半還是衛斯理的熟識，更有七八個人是無人不知無人不曉的大人物！當年後來究竟發生了什麼事呢？……